# Stade Alashkert
Le stade Alashkert (en arménien : Ալաշկերտ մարզադաշտ) est un stade multi-usage à Erevan en Arménie.
Ce stade, d'une capacité de 6 800 places, est principalement utilisé pour des matchs de football et est le siège de l'Alashkert FC et du Noah Erevan.